# Anamarija Lampič
Anamarija Lampič (* 17. Juni 1995 in Ljubljana) ist eine slowenische Skilangläuferin und Biathletin.

## Werdegang

### Skilanglauf
Lampič, die für den TSK Triglav Kranj startet, nahm von 2010 bis 2015 vorwiegend an Juniorenrennen beim Alpencup teil, bei den sie in der Saison 2013/14 den dritten Platz und 2014/15 den ersten Platz in der U20-Gesamtwertung belegte. Bei der U18 Skilanglauf-Europameisterschaft 2012 in St. Ulrich holte sie Silber über 10 km klassisch und Gold im Sprint. Im Januar 2012 erreichte sie bei den Olympischen Jugend-Winterspielen 2012 in Seefeld in Tirol den vierten Platz im Sprint. Über 5 km klassisch gewann sie Silber. Einen Monat später holte sie bei den Nordischen Junioren-Skiweltmeisterschaften in Erzurum Bronze mit der Staffel. Beim Europäischen Olympischen Winter-Jugendfestival 2013 in Brașov gewann sie Bronze im Sprint und über 7,5 km Freistil. Ihr erstes Weltcuprennen lief sie im Dezember 2013 in Asiago, welches sie auf dem 51. Platz im Sprint beendete. Im Januar 2015 erreichte sie mit dem elften Platz in Otepää ihre ersten Weltcuppunkte. Bei den nordischen Skiweltmeisterschaften 2015 in Falun belegte sie den 45. Platz im Skiathlon, den 36. Rang im Sprint und den zehnten Platz mit der Staffel. In der Saison 2015/16 kam sie siebenmal in die Punkteränge und erreichte dabei mit dem siebten Platz beim Sprint in Drammen ihre erste Top-Zehn-Platzierung im Einzel. Bei den U23-Weltmeisterschaften 2016 in Râșnov belegte sie den zehnten Platz im Sprint und den vierten Rang über 10 km klassisch. Nach Platz 61 bei der Weltcup-Minitour in Lillehammer zu Beginn der Saison 2016/17, holte sie im Februar 2017 im Sprint in Pyeongchang ihren ersten Weltcupsieg. Ihre besten Platzierungen bei den nordischen Skiweltmeisterschaften 2017 in Lahti waren der 20. Platz im Sprint, der 13. Rang mit der Staffel und der achte Platz zusammen mit Katja Višnar im Teamsprint. Zum Saisonende kam sie beim Weltcup-Finale in Québec auf den 44. Platz in der Gesamtwertung und erreichte den 31. Platz im Gesamtweltcup und den neunten Rang im Sprintweltcup. Zudem gewann sie den U23-Weltcup. In der Saison 2017/18 errang sie den 48. Platz beim Ruka Triple und den 26. Platz beim Weltcupfinale in Falun. Zudem erreichte sie zwei Top-Zehn-Platzierungen und zum Saisonende den 30. Platz im Gesamtweltcup. Ihre besten Ergebnisse bei den Olympischen Winterspielen 2018 in Pyeongchang waren der siebte Platz im Sprint und der sechste Rang zusammen mit Alenka Čebašek im Teamsprint.
In der Saison 2018/19 belegte Lampič den 40. Platz beim Lillehammer Triple, den 22. Rang bei der Tour de Ski 2018/19 und den 22. Platz beim Weltcupfinale in Québec und errang damit den 25. Platz im Gesamtweltcup und auf den 17. Rang im Sprintweltcup. Beim Saisonhöhepunkt, den nordischen Skiweltmeisterschaften 2019 in Seefeld in Tirol, gewann sie zusammen mit Katja Višnar im Teamsprint die Silbermedaille. Zudem lief sie dort auf den 20. Platz über 10 km klassisch, auf den 17. Rang im Sprint und auf den neunten Platz mit der Staffel. Nach Platz 21 beim Ruka Triple zu Beginn der Saison 2019/20, errang sie den 19. Platz bei der Tour de Ski 2019/20 und gewann dabei zwei Sprintrennen. Es folgten zweite Plätze bei Sprintrennen in Dresden und Oberstdorf und zum Saisonende der 12. Platz im Gesamtweltcup und der dritte Rang im Sprintweltcup. In der Saison 2020/21 kam sie im Sprint dreimal auf den zweiten Platz und einmal auf den dritten Rang. Zudem wurde sie im Teamsprint jeweils einmal Erste und Dritte und belegte beim Ruka Triple den 19. Platz und bei der Tour de Ski 2021 den 15. Rang. Beim Saisonhöhepunkt, den Nordischen Skiweltmeisterschaften in Oberstdorf, gewann sie im Teamsprint und im Sprint jeweils die Bronzemedaille. Die Saison beendete sie auf dem achten Platz im Gesamtweltcup und auf dem ersten Rang im Sprintweltcup. In der folgenden Saison wurde sie viermal Dritte und einmal Zweite im Sprint und erreichte damit den achten Platz im Gesamtweltcup sowie den zweiten Rang im Sprintweltcup. Zudem errang sie bei der Tour de Ski 2021/22 den 12. Platz und in Dresden zusammen mit Eva Urevc den dritten Platz im Teamsprint. Bei den Olympischen Winterspielen 2022 in Peking belegte sie den 17. Platz über 10 km klassisch, den 14. Rang im Teamsprint und den 12. Platz im Sprint.

### Biathlon
Im Mai 2022 kündigte Anamarija Lampič überraschend ihren Wechsel vom Langlauf zum Biathlon zur nächsten Saison an. Sie wurde in die slowenische A-Mannschaft aufgenommen und wird dort von Ricco Groß und Boštjan Klavžar trainiert. Im Winter startete sie zunächst im IBU-Cup. Im Dezember gab sie in Hochfilzen im Weltcup mit einem fünften Platz im Sprint ihr Debüt. Anschließend lief sie im Laufe der Saison weiterhin Rennen im IBU-Cup. In Antholz erzielte sie erneut einen fünften Rang im Sprint. Im Februar startete sie in Oberhof erstmalig bei den Biathlon-Weltmeisterschaften. In Nové Město erzielte sie mit einem 40. Rang im Sprint einen weiteren Weltcuppunkt. Die Saison 2022/23 schloss sie auf dem 48. Rang in der Gesamtwertung ab.
In der Saison 2023/24 nahm an Lampič allen Weltcups teil. Dabei erzielte sie in allen Rennen, mit Ausnahme des ersten Rennens der Saison, Weltcuppunkte. Ihre besten Einzelergebnisse erzielte sie mit einem achten Rang im Sprint in Hochfilzen, einem neunten Platz im Sprint in Canmore und einen zehnten Platz im Massenstart in Oslo. Die Saison beendete Lampič auf den 17. Platz im Klassement. Im folgenden Jahr stand die Slowenin zum ersten Mal auf dem Stockerl. In Annecy belegte sie im Sprint den dritten Platz. Im März 2025 kam die zweite Bronzemedaille beim Heimevent hinzu. Auf der Pokljuka gelangen Lampič im Massenstart im Schießen bei zwanzig Versuchen neunzehn Treffer. Da sie bisher ihre Schwäche im Umgang mit dem Gewehr nur durch herausragende Laufleistungen in gute Platzierungen umsetzen konnte und selbst bei jedem bisherigen Rennen mit nur zehn verlangten Schüssen mindestens zwei Fehler machte, war die Konstanz bei der doppelten Anzahl völlig überraschend.

## Erfolge Skilanglauf

### Siege bei Weltcuprennen

#### Weltcupsiege im Einzel
| Nr. | Datum           | Ort         | Disziplin               |
| --- | --------------- | ----------- | ----------------------- |
| 1.  | 3. Februar 2017 | Pyeongchang | 1,5 km Sprint klassisch |

#### Etappensiege bei Weltcuprennen
| Nr. | Datum             | Ort           | Disziplin               | Rennen              |
| --- | ----------------- | ------------- | ----------------------- | ------------------- |
| 1.  | 29. Dezember 2019 | Lenzerheide   | 1,5 km Sprint Freistil  | Tour de Ski 2019/20 |
| 2.  | 4. Januar 2020    | Val di Fiemme | 1,2 km Sprint klassisch | Tour de Ski 2019/20 |

#### Weltcupsiege im Team
| Nr. | Datum           | Ort        | Disziplin                        |
| --- | --------------- | ---------- | -------------------------------- |
| 1.  | 7. Februar 2021 | Ulricehamn | 6 × 1,5 km Teamsprint Freistil 1 |

### Teilnahmen an Weltmeisterschaften und Olympischen Winterspielen

#### Olympische Spiele
- 2018 Pyeongchang: 6. Platz Teamsprint Freistil, 7. Platz Sprint klassisch, 8. Platz Staffel, 27. Platz 10 km Freistil
- 2022 Peking: 12. Platz Sprint Freistil, 14. Platz Teamsprint klassisch, 17. Platz 10 km klassisch

#### Nordische Skiweltmeisterschaften
- 2015 Falun: 10. Platz Staffel, 36. Platz Sprint klassisch, 44. Platz 15 km Skiathlon
- 2017 Lahti: 8. Platz Teamsprint klassisch, 13. Platz Staffel, 20. Platz Sprint Freistil, 34. Platz 10 km klassisch
- 2019 Seefeld in Tirol: 2. Platz Teamsprint klassisch, 9. Platz Staffel, 17. Platz Sprint Freistil, 20. Platz 10 km klassisch
- 2021 Oberstdorf: 3. Platz Sprint klassisch, 3. Platz Teamsprint Freistil, 18. Platz 10 km Freistil, 21. Platz 30 km klassisch Massenstart

### Platzierungen im Weltcup

#### Weltcup-Statistik
Die Tabelle zeigt die erreichten Platzierungen im Einzelnen.
- 1.–3. Platz: Anzahl der Podiumsplatzierungen
- Top 10: Anzahl der Platzierungen unter den ersten zehn
- Punkteränge: Anzahl der Platzierungen innerhalb der Punkteränge
- Starts: Anzahl gelaufener Rennen in der jeweiligen Disziplin
- Hinweis: Bei den Distanzrennen erfolgt die Einordnung gemäß FIS.

| Platzierung               | Distanzrennen a | Distanzrennen a | Distanzrennen a | Distanzrennen a | Distanzrennen a | Skiathlon Verfolgung | Sprint | Etappen- rennen b | Gesamt | Team   | Team    |
| Platzierung               | ≤ 5 km          | ≤ 10 km         | ≤ 15 km         | ≤ 30 km         | > 30 km         | Skiathlon Verfolgung | Sprint | Etappen- rennen b | Gesamt | Sprint | Staffel |
| ------------------------- | --------------- | --------------- | --------------- | --------------- | --------------- | -------------------- | ------ | ----------------- | ------ | ------ | ------- |
| 1. Platz                  |                 |                 |                 |                 |                 |                      | 3      |                   | 3      | 1      |         |
| 2. Platz                  |                 |                 |                 |                 |                 |                      | 6      |                   | 6      |        |         |
| 3. Platz                  |                 |                 |                 |                 |                 |                      | 5      |                   | 5      | 2      |         |
| Top 10                    |                 | 3               |                 | 1               |                 | 3                    | 31     |                   | 38     | 9      | 2       |
| Punkteränge               | 2               | 31              |                 | 1               |                 | 10                   | 55     | 8                 | 107    | 11     | 2       |
| Starts                    | 4               | 46              |                 | 1               | 1               | 20                   | 65     | 12                | 149    | 11     | 2       |
| Stand: Saisonende 2021/22 |                 |                 |                 |                 |                 |                      |        |                   |        |        |         |

#### Weltcup-Gesamtplatzierungen
| Saison  | Gesamt | Gesamt | Distanz | Distanz | Sprint | Sprint |
| Saison  | Punkte | Platz  | Punkte  | Platz   | Punkte | Platz  |
| ------- | ------ | ------ | ------- | ------- | ------ | ------ |
| 2014/15 | 24     | 94.    | –       | –       | 24     | 50.    |
| 2015/16 | 85     | 47.    | 11      | 65.     | 74     | 28.    |
| 2016/17 | 242    | 31.    | 28      | 59.     | 214    | 9.     |
| 2017/18 | 216    | 30.    | 93      | 30.     | 113    | 18.    |
| 2018/19 | 317    | 25.    | 83      | 36.     | 180    | 17.    |
| 2019/20 | 767    | 12.    | 227     | 18.     | 472    | 3.     |
| 2020/21 | 643    | 8.     | 153     | 22.     | 402    | 1.     |
| 2021/22 | 683    | 8.     | 89      | 27.     | 506    | 2.     |

## Statistiken Biathlon

### Weltcupplatzierungen
Die Tabelle zeigt alle Platzierungen (je nach Austragungsjahr einschließlich Olympische Spiele und Weltmeisterschaften).
- 1.–3. Platz: Anzahl der Podiumsplatzierungen
- Top 10: Anzahl der Platzierungen unter den ersten zehn (einschließlich Podium)
- Punkteränge: Anzahl der Platzierungen innerhalb der Punkteränge (einschließlich Podium und Top 10)
- Starts: Anzahl gelaufener Rennen in der jeweiligen Disziplin
- Staffel: inklusive Mixed- und Single-Mixed-Staffeln

| Platzierung               | Einzel | Sprint | Verfolgung | Massenstart | Staffel | Gesamt |
| ------------------------- | ------ | ------ | ---------- | ----------- | ------- | ------ |
| 1. Platz                  |        |        |            |             |         |        |
| 2. Platz                  |        |        |            |             |         |        |
| 3. Platz                  |        | 1      |            | 1           |         | 2      |
| Top 10                    |        | 5      |            | 2           | 10      | 17     |
| Punkteränge               | 2      | 11     | 13         | 5           | 12      | 43     |
| Starts                    | 9      | 21     | 16         | 8           | 22      | 76     |
| Stand: Saisonende 2023/24 |        |        |            |             |         |        |

### Weltcupwertungen
Ergebnisse bei Weltcups (Disziplinen- und Gesamtweltcup) gemäß Punktesystem. (Stand: 15. März 2025)
| Saison  | Einzel | Einzel | Sprint | Sprint | Verfolgung | Verfolgung | Massenstart | Massenstart | Gesamt | Gesamt |
| Saison  | Platz  | Punkte | Platz  | Punkte | Platz      | Punkte     | Platz       | Punkte      | Platz  | Punkte |
| ------- | ------ | ------ | ------ | ------ | ---------- | ---------- | ----------- | ----------- | ------ | ------ |
| 2022/23 | -      | -      | 27.    | 91     | –          | –          | –           | –           | 48.    | 91     |
| 2023/24 | 52.    | 16     | 12.    | 181    | 23.        | 92         | 14.         | 89          | 17.    | 378    |
| 2024/25 | -      | -      | 13.    | 153    | 33.        | 57         | 12.         | 104         | 20.    | 314    |

### Weltmeisterschaften

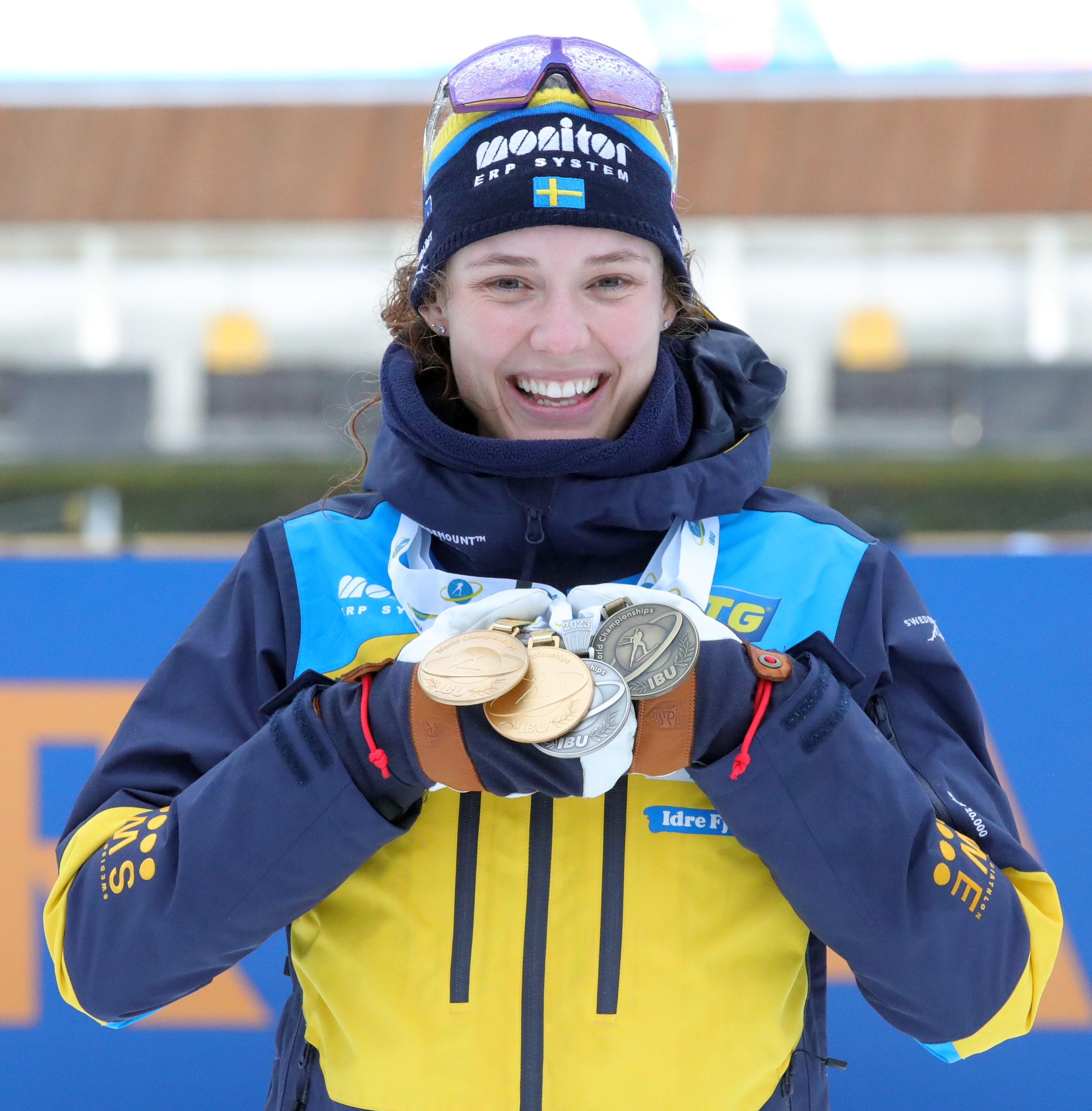
Öberg mit ihren vier bei der WM 2023 gewonnenen Medaillen

|                                               | Einzelwettbewerbe | Einzelwettbewerbe | Einzelwettbewerbe | Einzelwettbewerbe | Staffelwettbewerbe | Staffelwettbewerbe | Staffelwettbewerbe |
| Sprint                                        | Verfolgung        | Einzel            | Massenstart       | Frauenstaffel     | Mixedstaffel       | S.-M.-Staffel      |                    |
| --------------------------------------------- | ----------------- | ----------------- | ----------------- | ----------------- | ------------------ | ------------------ | ------------------ |
| Biathlon-Weltmeisterschaften 2023 Oberhof     | 58.               | 51.               | -                 | -                 | 12.                | -                  | -                  |
| Biathlon-Weltmeisterschaften 2024 Nové Město  | 36.               | 28.               | 58.               | -                 | 13.                | 9.                 | -                  |
| Biathlon-Weltmeisterschaften 2025 Lenzerheide | 14.               | 28.               | 71.               | 16.               | 8.                 | 11.                | -                  |